# Roa (stacja kolejowa)
Roa – stacja kolejowa w Roa, w gminie Lunner, regionie Oppland w Norwegii, jest oddalona od Oslo o 57,7 km

## Położenie
Jest końcową stacją linii Gjøvikbanen i punktem przesiadkowym na linię Roa–Hønefosslinjen. Leży na wysokości 313,2 n.p.m.. 

## Ruch pasażerski
Leży na linii Gjøvikbanen. Jest elementem  kolei aglomeracyjnej w Oslo - w systemie SKM ma numer  300.  Obsługuje Oslo Sentralstasjon, Gjøvik. Pociągi odjeżdżają w obu kierunkach co pół godziny; nie wszystkie pociągi zatrzymują się na wszystkich stacjach.

## Obsługa pasażerów
Poczekalnia, telefon publiczny, ułatwienia dla niepełnosprawnych, restauracja, parking na 130 miejsc, automatyczne skrytki bagażowe, przystanek autobusowy, postój taksówek.